# غيونغي (مقاطعة)
مقاطعة غيونغي (غيونغي دو | بالهانغل: 경기도 | بالهانجا: 京畿道) هي المقاطعة الأكثر اكتظاظاً بالسكان في كوريا الجنوبية. اسمها (غيونغي) يعني «المنطقة المحيطة بالعاصمة» لذا فإنه يترجم أحياناً إلى «المقاطعة المحيطة بسول». عاصمة المقاطعة هي سوون. سول هي أكبر مدن كوريا الجنوبية وتقع في قلب المقاطعة، ولكنها انفصلت كتقسيم إداري جديد هو مدينة خاصة وذلك منذ عام 1946. مدينة إنتشون أيضاً هي ثالث أكبر مدن كوريا الجنوبية وتقع على ساحل المقاطعة ولكنها انفصلت في تقسيم إداري جديد هو مدينة حاضرة وذلك منذ عام 1981. مساحة الإدارات الثلاثة تبلغ 11,730 كم مربع بعدد سكان يفوق الخمسة والعشرين مليون نسمة وهو ما يفوق نصف عدد سكان كوريا الجنوبية.

## التاريخ
اعتبرت مقاطعة غيونغي منطقة مهمة عسكرياً منذ سنة 18 قبل الميلاد، عندما قسمت كوريا إلى ثلاث ممالك خلال عصر الممالك الثلاث. قام أونجو ملك بايكتشي بتأسيس حكومة في قلعة ويري في هانام، أصبح حوض نهر الهان في يد غوغوريو في منتصف القرن الخامس، ثم أصبح تابعاً لأراضي شلا في سنة 553 (السنة الرابعة عشر من حكم الملك جنهنغ). بعد ذلك كانت المقاطعة جزءاً من المقاطعات التسعة لمملكة شلا الموحدة، حيث سميت باسم هانسانجو.
بدأت منطقة غيونغي بالظهور كمركز لغوريو منذ عهد تايجو إمبراطور غوريو، والذي أسس حكومته في كايسونغ. منذ سنة 1018 (السنة التاسعة من حكم هيونجونغ إمبراطور غوريو)، عرفت المنطقة رسمياً باسم غيونغي.
خلال فترة حكم سلالة جوسون، قام الملك تايجو بنقل العاصمة إلى هانيانغ وأعاد هيكلة المنطقة لتضم غوانغجو، وسوون، ويوجو، وآنسونغ بالإضافة إلى المنطقة الجنوبية الغربية. ومنذ فترة حكم الملك تايجونغ وابنه سيجونغ العظيم أصبحت منطقة غيونغي شبيهة بما هي عليه اليوم.
في سنة 1895، ونظراً لنظام 23 بو (23 مديرية) قسمت المنطقة إلى العديد من المديريات هي: مديرية هانسونغ (هانسونغ بو | 한성부 | 漢城府)، ومديرية إنتشون (إنتشون بو | 인천부 | 仁川府)، ومديرية تشنغجو (تشنغجو بو | 충주부 | 忠州府)، ومديرية غونغجو (غونغجو بو | 공주부 | 公州府)، ومديرية غايسونغ (غايسونغ بو | 개성부 | 開城府).
خلال فترة الاستعمار الياباني ضمت مديرية هانسونغ إلى مقاطعة غيونغي. في 1 أكتوبر 1910 أعيد تسميتها بمديرية غيونغسونغ، وأنشئ للمقاطعة حكومة خاصة بها في عملية لإعادة تنظيم المديريات الإدارية.
بعد الاستقلال وإنشاء الحكومة الكورية، فصلت مقاطعة غيونغي عن عاصمتها سول إلى جزأين، وأضيفت أجزاء من المقاطعة إلى سول بعد ذلك. وبعد أن أصبحت غايسونغ جزءاً من أراضي كوريا الشمالية، لم توجد مدينة صالحة لنقل عاصمة المقاطعة إليها. في سنة 1967 نقلت عاصمة المقاطعة من سول إلى سوون، وبعد فصل إنتشون عن المقاطعة في سنة 1981، ضمت العديد من مناطق غيونغي مثل أنغجن وغانغهوا إليها في سنة 1995.

## الجغرافية
مقاطعة غيونغي هي المنطقة الغربية في وسط شبه جزيرة كوريا، مساحة المقاطعة هي 10,171 كم مربع. يحد المقاطعة خط وقف إطلاق النار من الشمال ويحدها من الغرب خط ساحلي يمتد لمسافة 413 كم، ويحدها من الشرق غانغوون الجنوبية، ويحدها من الجنوب مقاطعة تشنغتشونغ الشمالية ومقاطعة تشنغتشونغ الجنوبية، وتقع مدينة سول الخاصة (عاصمة الدولة) في قلب المقاطعة.

## التقسيم الإداري
تضم مقاطعة غيونغي 28 مدينة (7 مدن خاصة و 21 مدينة عادية) بالإضافة لثلاث محافظات. ويعود السبب في قلة المحافظات إلى رفع رتبتها إلى مدن بسبب تأثير خطة سول لتنمية القرى. تتركز المدن الخاصة في الجزء الجنوبي من مقاطعة غيونغي.
| الحريطة       | #          | الاسم  | الهانغل | الهانجا   | السكان (2010) |
| ------------- | ---------- | ------ | ------- | --------- | ------------- |
|               |            |        |         |           |               |
| — المدن —     |            |        |         |           |               |
| 1             | سوون       | 수원   | 水原    | 1,104,681 |               |
| 2             | سونغنام    | 성남   | 城南    | 996,524   |               |
| 3             | غويانغ     | 고양   | 高陽    | 962,297   |               |
| 4             | يونغن      | 용인   | 龍仁    | 891,708   |               |
| 5             | بتشون      | 부천   | 富川    | 890,875   |               |
| 6             | أنسان      | 안산   | 安山    | 753,862   |               |
| 7             | أنيانغ     | 안양   | 安養    | 628,831   |               |
| 8             | ناميانغجو  | 남양주 | 南楊州  | 569,756   |               |
| 9             | هواسونغ    | 화성   | 華城    | 532,326   |               |
| 10            | ويجونغبو   | 의정부 | 議政府  | 435,873   |               |
| 11            | شيهنغ      | 시흥   | 始興    | 421,105   |               |
| 12            | بيونغتايك  | 평택   | 平澤    | 431,827   |               |
| 13            | غوانغميونغ | 광명   | 光明    | 348,214   |               |
| 14            | باجو       | 파주   | 坡州    | 364,223   |               |
| 15            | غنبو       | 군포   | 軍浦    | 293,263   |               |
| 16            | غوانغجو    | 광주   | 廣州    | 259,387   |               |
| 17            | غمبو       | 김포   | 金浦    | 250,669   |               |
| 18            | إيتشون     | 이천   | 利川    | 206,920   |               |
| 19            | يانغجو     | 양주   | 楊州    | 204,438   |               |
| 20            | غوري       | 구리   | 九里    | 197,879   |               |
| 21            | أسان       | 오산   | 烏山    | 186,829   |               |
| 22            | أنسونغ     | 안성   | 安城    | 184,875   |               |
| 23            | ويوانغ     | 의왕   | 義王    | 148,786   |               |
| 24            | بوتشون     | 포천   | 抱川    | 169,050   |               |
| 25            | هانام      | 하남   | 河南    | 152,250   |               |
| 26            | دونغدتشون  | 동두천 | 東豆川  | 98,311    |               |
| 27            | غواتشون    | 과천   | 果川    | 72,595    |               |
| 28            | يوجو       | 여주   | 驪州    | 111,691   |               |
| — المحافظات — |            |        |         |           |               |
| 29            | يانغبيونغ  | 양평군 | 楊平郡  | 96,950    |               |
| 30            | غابيونغ    | 가평군 | 加平郡  | 59,916    |               |
| 31            | يونتشون    | 연천군 | 漣川郡  | 45,973    |               |

### الادعاءات
- كايسونغ.
- كايبنغ.
- تشانغبنغ.

## الثقافة

### الأندية الرياضية المحلية

#### كرة القدم
- كي ليغ كلاسيك (2)
  - سوون سامسونغ بلووينغز.
  - سيونغنام إلهوا تشنما.
- كي ليغ (4)
  - نادي سوون.
  - نادي أنيانغ.
  - نادي بتشون.
  - نادي غويانغ هاي.
- رابطة كوريا الوطنية (1)
  - نادي مدينة يونغن.
- دوري المتنافسين (7)
  - نادي مواطني غويانغ.
  - نادي مواطني إيتشون.
  - نادي بوتشون.
  - نادي مواطني يانغجو.
  - نادي مواطني باجو.
  - نادي مواطني غمبو.
  - نادي هواسونغ.
- رابطة نساء كوريا (2)
  - نادي نساء سوون.
  - نادي نساء غويانغ.

## السياحة

### الترفيه
- متنزه إيفرلاند الواقع في مدينة يونغن.
- القرية الكورية الشعبية في يونغن.
- هيئة بث منهوا (إم بي سي كوريا) تقع في تشوين غو في مدينة يونغن، هي موقع تصوير العديد من الدراما التاريخية مثل «القمر يحتضن الشمس»، و«جمونغ»، و«الملكة شوندوك»، و«دونغ إي». رحلات السياح مسموعة وتشمل الألعاب التقليدية الشعبية، ملابس البلاط التاريخية والرماية.[5]
- متنزه هاليوورلد المبني على أسس «الحمى الكورية»، يتم بناؤه الآن في غويانغ.
- حديقة سول الكبرى في غواتشون، وبها متحف كوريا للفن المعاصر بالإضافة لحديقة للحيوانات ومنتجع للتزلج على الجليد والغولف.
- ينابيع إيتشون الحارة.

### تذوق المأكولات
عرفت مقاطعة غيونغي طويلاً بأرز إيتشون، ولحم بقر يانغبيونغ الكوري، وأضلاع بقر سوون، ومطبخ البلاط الكوري، والمأكولات البحرية المصنوعة من المنتجات البحرية الطازجة من الساحل الغربي.

### المهرجانات
| المكان     | اسم الاحتفالية                          | الفترة                        | الحدث الرئيسي | الراعي/المشرف                                         |
| ---------- | --------------------------------------- | ----------------------------- | --- | ----------------------------------------------------- |
| سوون       | مهرجان هواسونغ الثقافي                  | أكتوبر                        | موكب الملك جونغجو العظيم، هواريونغجون هونداراي، إعادة عرض لوليمة عيد الميلاد الستين لهونغ هيكيونغنغ، إعادة عرض لغواغو (امتحانات الدولة في عهد جوسون) مشهد احتفال ربات البيوت الوطني، لعبة العلم التقليدية، احتفال الثقافة والفنون، احتفال الطعام الدولي، رسوم المريخ | مدينة سوون، لجنة مهرجان هواسونغ الثقافي               |
| سوون       | مهرجان دراما ك ب إس                     | أغسطس ~ أكتوبر                | ك ب إس ماجيك، جولة في الإستديو، آلات التصوير الرقمية، البث العام، إعادة للأعمال الدرامية التاريخية، مسابقة الصورة الوطنية للهواة | مدينة سوون/ ك ب إس                                    |
| سونغنام    | مهرجان سونغنام الفني الشعبي العالمي     | مايو                          | رقص شعبي عالمي، مهرجان الموسيقى والملابس يؤديه 400 شخص من 12 دولة مشاركة | شركة سونغنام/غيونغبيونغ الدولية المحدودة              |
| سونغنام    | مهرجان سونغنام الثقافي الفني            | مايو ~ يونيو، سبتمبر ~ أكتوبر | مهرجانات رقص وموسيقى ولعب وأفلام دولية، معارض للفنون والصور، مسابقة التأليف لمواطنين، مسابقة الغناء للمواطنين | مدينة سونغنام، وجمعية فنون سونغنام وأعضائها           |
| سونغنام    | مهرجان موران الشعبي لخمسة أيام          | أبريل                         | العديد من الفنون المؤداة الشعبية التقليدية، مسرح الأغاني الشعبية التذكري، الأداء الفني بالذوق الحديث | لجنة مهرجان موران الشعبي لخمسة أيام                   |
| سونغنام    | مهرجان اللوتس القروي الفني في سونغنام   | يوليو                         | معرض للوتس والمصنفات الطبيعية، ركز للطعام المحلي وأطعمة اللوتس | لجنة مهرجان اللوتس                                    |
| آنيانغ     | مهرجان آنيانغ الثقافي الفني             | منتصف مايو                    | العديد من الأحداث الثقافية والفنية مثل: الموسيقى والرقص والألعاب | مركز آنيانغ الثقافي وجمعية الفنون - فرع آنيانغ        |
| آنيانغ     | مهرجان موطاني آنيانغ                    | أكتوبر                        | مهرجان محلي مليء بما يمكن رؤيته، واللعب به، وشراؤه، وأكله | مدينة آنيانغ/لجنة مهرجان مواطني آنيانغ                |
| غويانغ     | مهرجان هاينغجو الثقافي في غويانغ        | أبريل                         | موكب شارع سنغجون، المسابقة الشعبية، خدمات وطقوس هاينغجو دايتشوب التذكارية، | مدينة غويانغ/مركز غويانغ الثقافي                      |
| بتشون      | مهرجان بوكساغول الفني                   | مايو                          | مسابقة التأليف للطلاب والمواطنين، مهرجان الشارع، مشاركة الصور والرسوم، المهرجان الفني، مسابقة الغناء للمواطنين، مسابقة الرقص، المسرحيات الموسيقية للأطفال، مسابقة اللعب، مسابقة الموسيقى، مسابقة الأفلام للمواطنين، مسابقة التصوير الفوتوغرافي للمواطنين             | جمعية الفنون الكورية - فرع بتشون                      |
| آنسان      | مهرجان دانوون الفني (مهرجان كم هونغ دو) | سبتمبر                        | مسابقة الفنون: مسابقة الفن المشترك، فصل الفن التقديري، مسابقة فن الشوارع مهرجان آنسان كم هونغ دو: قاعة دانوون للعلاقات العامة، معرض المنتجات الضرورية العتيقة، ساحة اللعب، الخبرة الفنية، المطاعم التقليدية                                                          | مدينة آنسان/لجنة مهرجان دانوون الفني                  |
| آنسان      | مهرجان بيولمانغسونغ الفني               | سبتمبر                        | مهرجان بيولمانغسونغ، أداء بيولتشومو الفني، الألعاب النارية، مهرجان المراهقين للعب، المهرجان الوطني للموسيقى، أحداث فنية أخرى | مدينة آنسان/جمعية فنون آنسان                          |
| آنسان      | مهرجان سونغهو الثقافي                   | مايو                          | خدمات سونغهو، مهرجان الأداء الفني الوطني الثقافي، أداء جوقة غيونغي الغنائي الشعبي، مسابقة أكاديمية سونغهو الفكرية، أحداث أخرى | مدينة آنسان/مركز آنسان الثقافي                        |
| ويجونغبو   | مهرجان تونغل الفني                      | يونيو                         | معارض عديدة، الرقص التقليدي، مهرجان غناء هانماوم المحلي، مسابقة التكوين الفني، الاختراعات الفنية الحديثة | جمعية الفنون - فرع ويجونغبو                           |
| ويجونغبو   | مهرجان هويريونغ الثقافي                 | أكتوبر                        | عرض للموكب الملكي، معرض فني، رقصة التنين، ساحة الدراما | مركز ويجونغبو الثقافي                                 |
| ويجونغبو   | مهرجان ويجونغبو العالمي للأداء الموسيقي | مايو                          | أداء المجموعة الأجنبية الفني واختراعاتهم، معرض طلاب الجامعة | مركز فنون ويجونغبو                                    |
| ناميانغجو  | مهرجان داسان الثقافي                    | سبتمبر ~ أكتوبر               | منح جائزة داسانموكمن، مسابقة الآداب، الأداء الشعبي الفني التقليدي | مدينة ناميانغجو/مركز ناميانغجو الثقافي                |
| ناميانغجو  | مهرجان الأداء الخارجي في ناميانغجو      | أغسطس                         | أداء فني لمجموعة محلية أو أجنبية شهيرة، ساحة التقاء المراهقين | مدينة ناميانغجو                                       |
| غوانغميونغ | مهرجان جبل غورم الفني                   | أكتوبر                        | مهرجان الموسيقى الوطني، المعرض الفني، معرض الصور، مسابقة التكوين الفني، مسابقة الموسيقى الطلابية، مسابقة الموسيقى الوطنية | جمعية الفنون - فرع غوانغميونغ/جمعيات مختصة            |
| غوانغميونغ | مهرجان أري الثقافي                      | مايو                          | محاضرة حول حياة وفكر إي وون إك، ساحة الألعاب، رسم الصور، مسرحيات موسيقية، ماراثون قصير، الرقص مع الأقنعة | مهرجان غوانغميونغ الثقافي                             |
| سيهنغ      | مهرجان ملوانغ الفني                     | مايو                          | مهرجان ساحة الموسيقى الوطني، حدث الفنون والآداب، مسابقة الغناء المحلية | جمعية الفنون - فرع شيهنغ/قاعة مدينة شيهنغ             |
| سيهنغ      | مهرجان يونسونغ الثقافي                  | أكتوبر                        | مسابقة التكوين الفنية، حفلة موسيقية، خدمات تزيين الطوطم | مركز شيهنغ الثقافي/قاعة مدينة شيهنغ                   |
| غنبو       | مهرجان غنبو المحلي الضخم                | أبريل                         | موكب تنكري، معرض الشارع، حفل قروي، المهرجان الفضي، مسابقة التصوير الثقافي | قسم المعلومات الثقافية في غنبو                        |
| غنبو       | مهرجان تشولجك دونغسان                   | أبريل                         | العديد من المعارض والحفلات الموسيقية | قسم المعلومات الثقافية في غنبو                        |
| غوري       | مهرجان الزهور                           | مايو                          | حدث لمشاهدة الفراشات تطير، حفل موسيقى، مسابقة الغناء المحلي، مسابقة الكتابة والفنون، مسابقة التصوير الفوتوغرافي، مسابقة موسيقى الروك للمراهقين | مدينة غوري/جمعية الفنون - فرع غوري                    |
| غوري       | مهرجان غوري المتكامل                    | سبتمبر                        | احتفال مسائي، سيرك الفنون الصينية، مشاهدة الأفلام في الهواء الطلق، تصوير الابتسامات، العديد من الاحتفالات الأخرى | مدينة غوري/جمعية الفنون - فرع غوري                    |
| هانام      | مهرجان هانام إيسونغ الثقافي             | سبتمبر                        | أداء فرقة من المقاطعة، أداء للسكان، ساحة لمشاركة السكان | قاعة مدينة هانام/مركز هانام الثقافي                   |
| ويوانغ     | مهرجان ويوانغ بايكون الفني              | أكتوبر                        | المشي على شوارع ويوانغ القديمة، حدث "أنا فنان": مسابقة تكوين ورسم، قصص ومسرحيات خرافية، مسرح العرائس، صنع ألعاب تقليدية، أداء موسيقي بالغيتار | لجنة مهرجان ويوانغ بايكوون الفني                      |
| أنسونغ     | مهرجان أنسونغ نامسادانغ باوُودوغي        | سبتمبر                        | مسابقة الفن والعلوم، ألعاب بيع الحلوى، أداء الأقنعة، حدث المشي على الحبال، قاعة باودوكي للعلاقات العامة، ساحة اللعب العامة، إعادة تمثيل للسوق الشعبي وسوق الماشية | أنسونغ                                                |
| أنسونغ     | مهرجان أنسونغ جكسان العالمي الفني       | يونيو                         | أداء موسيقى ورقص إبداعي، معرض عالمي للفنانين المعاصرين، صنع المنتجات الذاتية مع الفنانين، مسابقة الأفلام | شركة سمايل ستون المحدودة                              |
| أنسونغ     | مهرجان جكسان للأطفال                    | مايو                          | أداء فني للأطفال مرتين في اليوم | مهرجان فرقة متشون                                     |
| يانغجو     | مهرجان يانغجو الثقافي والفني            | مايو                          | أداء فني عامي تقليدي وأصولي ثقافي معنوي | لجنة مهرجان يانغجو                                    |
| يانغجو     | مهرجان يانغجو الثقافي                   | أكتوبر                        | حدث مشاركة وأداء فني عامي تقليدي | لجنة مهرجان يانغجو                                    |
| أسان       | مهرجان دوكسانسونغ الثقافي والفني        | سبتمبر                        | حدث فني: أداء ثقافي، سحارة لمشاركة المواطنين | مدينة أسان/مركز أسان الثقافي                          |
| يوجو       | وليمة سيجونغ الثقافية الكبرى            | أكتوبر                        | حفل للمقيمين، مسابقة الكتابة بالهانغل، رحلة الإمبراطورة، العديد من المعارض والصور الوطنية | مدينة يوجو، مركز يوجو الثقافي جمعية الفنون - فرع يوجو |
| يوجو       | معرض سيراميك يوجو                       | مايو                          | حدث لبيع السيراميك، إشعال الأفران التقليدية، معرض وأداء فني | مدينة يوجو، معرض يوجو للسيراميك                       |
| يوجو       | معرض يوجو للتحف الفنية                  | أكتوبر                        | معرض المنتجات الزراعية، مبيعات المنتجات المميزة، مسابقة طهي البطاطا الدولية، حدث لزراعة البطاطا (رحلة عن البطاطا) | لجنة معرض يوجو للتحف الفنية مركز يوجو لتفنيات الزراعة |
| يوجو       | ذكرى الإمبراطورة ميونغسونغ              | أكتوبر                        | خدمات يونغسان التذكارية، طرد الأرواح في هيوون | مدينة يوجو، مركز يوجو الثقافي                         |
| باجو       | مهرجان يلغوك الثقافي                    | سبتمبر                        | طقوس تشوهيانغ في قاعة جاوون، ندوة الفنون والعلوم، عرض لموكب كونفشيوسي، مسابقة كتابة الأشعار الصينية في يلغوك، مسابقة الخط | مدينة باجو/مركز باجو الثقافي                          |
| باجو       | كتب باجو للأطفال                        | أكتوبر                        | معرض للمنشورات والمبيعات، هانمادانغ للكتب الثقافية، ندوة هانمادانغ للعب | مدينة باجو، مجموعة باجو للنشر                         |
| باجو       | مهرجان هيري                             | أكتوبر                        | معرض الفنون والمنتجات البلاستيكية في قرية هيري، البناء السياحي، أداء فني، القرع، الرقص، اللعب، موسيقى الجاز، وورش عمل | مدينة باجو، لجنة بناء باجو، لجنة مهرجان هيري          |
| باجو       | مهرجان باجو الفني                       | مايو                          | الأداء الموسيقى، الأداء الموسيقى الوطني، ندوة الأدب، مسابقة الكتابة الأدبية، معرض لأعضاء جمعية الفن | مدينة باجو/جمعية فنون باجو                            |
| دونغدتشون  | مهرجان دونغدتشون للروك                  | أغسطس                         | حفل يتضمن موسيقيين محليين وعالميين يؤدون موسيقى الروك على مدار أيام | دونغدتشون، منتجع سويوسان السياحي                      |

## مقاطعات شقيقة
- مقاطعة غاوتينغ
- شمال هولندا
- تايبيه
- موسكو
- مكسيكو
- فيرجينيا
- يوتا
- فلوريدا
- مقاطعة ها تاي
- مجلس شمال شرق
- فيستمانلاند
- مجتمع كاتالونيا المستقل
- سولاوسي الجنوبية
- كاناغاوا
- غوانغدونغ
- شاندونغ
- لياونينغ
- كامبوت
- كولومبيا البريطانية
- منطقة ألتو بارانا العسكرية
- كوينزلاند
- إسلام آباد